# Chaetognatha
I Chetognati (Chetognatha, Leuckart 1854) sono un phylum di invertebrati che comprende poco più di 120 specie viventi marine. In tutti i mari costituiscono un'importante componente del plancton.

## Descrizione
Sono animaletti trasparenti a forma di freccia. La lunghezza può variare da 3 mm a 12 cm, ma nella maggior parte delle specie è compresa tra 1 e 2 cm. Il corpo è rivestito di una sottile cuticola che si estende lateralmente formando una pinna caudale e uno o due paia di pinne laterali. Ai lati della bocca vi sono caratteristiche spine raptatorie. Il capo è provvisto di due occhi dorsali.

## Anatomia e fisiologia
Il corpo è suddiviso in capo, tronco e coda e vi è una cavità celomatica per ciascuna di queste tre parti.
Non vi sono apparati circolatorio, respiratorio ed escretore. La muscolatura è complessa e ben sviluppata. Il sistema nervoso comprende un ganglio cerebroide dorsale, gangli vestibolari laterali e un ganglio ventrale.
I chetognati sono ermafroditi.

## Distribuzione, habitat ed ecologia
Sono diffusi in tutti i mari e a tutte le profondità. Tutte le specie sono predatrici. Spesso si spostano a sciami, ma circa il 20% delle specie sono bentoniche.

## Filogenesi e sistematica
Si conoscono resti fossili a partire dall'inizio del Paleozoico, e precisamente al Cambriano inferiore (Protosagitta della Cina). Tradizionalmente erano classificati tra i deuterostomi (e questa è anche la classificazione qui adottata), ma vi sono sempre maggiori prove che si tratti in realtà di un phylum appartenente ai protostomi. La sistematica interna è anche oggetto di dibattito. La divisione in due classi qui adottata non è universalmente accettata. Alcuni studiosi ritengono che i chetognati costituiscano una sola classe, divisa in tre ordini.
I principali generi sono Sagitta e Spadella.